# سميرة إسلام
سميرة إسلام، هي أول من حصلت على درجة الأستاذيّة في علم الأدوية. قدّمت بكلية طب سانت ماري في جامعة لندن بحثاً في مجال التصنيف الجيني للمجتمع السعودي ويعتبر الأول من نوعه في المراجع العلمية المتخصصة حصلت على درجة دكتوراه الفلسفة في العلوم الصيدلية. تعمل رئيسة لوحدة قياس ومراقبة الأدوية في مركز الملك فهد للبحوث الطبية عميدة مؤسسة لـكلية عفت الأهلية للبنات استحدثت كلية العلوم للطالبات بمنشآت كلية الطب وعكفت على تطويرها حتى أصبحت كلية مستقلة بالجامعة.

## تعليمها
أمضت السنوات الأولى من دراستها عندما انتقل والدها من مكة المكرمة إلى جدة في «الكتاتيب» صباحاً ثم في المساء كانت تتلقى دروساً على يد مدرسين مدارس تحضير البعثات في المنزل. ثم بدأت انطلاقتها لحقيقية في التعليم عندما انتقلت إلى مدينة الإسكندرية بجمهورية مصر العربية، ثم إلى بريطانيا حيث واصلت تعليمها إلى أن حصلت على درجة الأستاذية لتصبح في عام 1983م أول السعوديين رجالاً ونساءً في الحصول على درجة الأستاذية في علم الأدوية.

## إنجازاتها
ـ أكملت أبحاثها في مجال علم الأدوية بكلية طب سانت ماري في جامعة لندن في مجال التصنيف الجيني للمجتمع السعودي ويعتبر بحثها هو الأول من نوعه في المراجع العلمية المتخصصة.
ـ حصلت عام 1970م على درجة دكتوراه الفلسفة في العلوم الصيدلية ـ فارماكولوجي (علم الأدوية).
ـ 1401هـ (1981م) وإلى تاريخه تعمل رئيسة لوحدة قياس ومراقبة الأدوية في مركز الملك فهد للبحوث الطبية ـ جامعة الملك عبد العزيز.
ـ 1391-1423هـ (1971-2003م) عضو هيئة تدريس في جامعة الملك عبد العزيز.
ـ 1416 ـ 1418هـ (1996 ـ 1998م) مستشار إقليمي في المكتب الإقليمي لمنظمة الصحة العالمية لبرنامج الأدوية الأساسية، وهي أول سيدة وثاني شخصية سعودية تتولى منصباً رسمياً في منظمة الصحة العالمية.
ـ 1418 ـ 1420هـ (1998 ـ 2000م) عميدة مؤسسة لـكلية عفت الأهلية للبنات وهي أول كلية أهلية جامعية للفتيات.
ـ 1392هـ (1972م) تأسيس أقسام الكيمياء والفيزياء والأحياء والرياضيات في كلية التربية بفرع جامعة الملك عبد العزيز في مكة المكرمة.
ـ 1393هـ (1973م) أدخلت الدراسات النظامية للطالبات في الجامعات بعد أن كانت الدراسات بالانتساب والدراسات المسائية فقط.
ـ 1395 ـ 1398هـ (1975ـ 1978م) استحدثت كلية العلوم للطالبات بمنشآت كلية الطب وعكفت على تطويرها حتى أصبحت كلية مستقلة بالجامعة.
ـ أجرت أبحاثاً عديدة في مجال مراقبة الدواء بدم المرضى آخذة في الاعتبار تأثير الصفات الوراثية والعوامل البيئية التي تميز مفعول الدواء لدى العديد من الأدوية.
ـ نشرت من الأبحاث ما يزيد على 75 بحثاً منها 32 في المجلات العلمية المحكمة.

## إنجازات علمية
ـ على المستوى العالمي
هيئة اليونسكو:
ـ يناير 2000م ضمن أفضل 32 عالمة متميزة لجائزة المرأة والعلوم في مجال العلوم لعام 2000م تم اختيارهن من بين 400 عالمة رشحن من قارات العالم الست.
ـ تعد أول سيدة عربية وكذلك أول سيدة من العالم الإسلامي تحصل على هذا الترشيح.
ـ لجنة الأمم المتحدة الاقتصادية والاجتماعية لغربي آسيا (الإسكوا):
ـ 1419هـ (1999م) وإلى تاريخه مشاركة في أنشطة وندوات هيئة الأسكوا ضمن مجموعة الخبراء والمستشارين مثال: إعداد مذكرة الأمين العام للأمم المتحدة عن الأولويات والتطلعات للإقليم في الألفية الحالية.
منظمة الصحة العالمية:
ـ (منذ أواخر السبعينات وحتى تاريخه) أقامت التعاون المتبادل مع منظمة الصحة العالمية لتبادل الخبرات والاستشارات الفنية وعقد الندوات وغيرها في مجال التعليم الطبي وتنمية القوى البشرية في الحقل الطبي والطرق المثلى لاستخدام الأدوية - عضو المجموعة الاستشارية لمنظمة الصحة العالمية.
خدمة مجتمع:
ـ شاركت بأكثر من 27 بحثاً علمية إسهاماً منها في خدمة المجتمع من خلال مؤتمرات وندوات داخل المملكة وخارجها.
عضوية اللجان والجمعيات:
ـ تتمتع بعضوية عشر هيئات ولجان وجمعيات على المستويين المحلي والعالمي.
ـ حصلت على جائزة مكة المكرمة للتميز العلمي والتقني برعاية صاحب السمو الملكي الأمير خالد الفيصل في عام 2009م.
- شاركت في المؤتمر العربي الثالث لأمراض وزراعة الكلى بالرياض عام 1413هـ/1993م، والمؤتمر الإقليمي الثاني للمرأة في الخليج والجزيرة العربية عام 1401هـ/1981م، والمؤتمر العالمي الثاني للتعليم الصيدلي في بوسطن بالولايات المتحدة الأمريكية عام 1400م/1980م، والمؤتمر العربي الأول للعلوم الفيسولوجية بالقاهرة عام 1389هـ/1969م.

## انظر ايضاً
- خولة بنت سامي الكريع
- غادة المطيري
- ابتسام باضريس
- سامية عبد الرحيم ميمني

## وصلات خارجية
- سميرة إسلام.. ابنة «الكتاتيب» التي فتحت أبواب «الطب» للطالبات.
- العالمة سميرة إسلام.. قامة بامتياز من التحصيل والإنجاز!.